# メタモナス
メタモナス類 (Metamonada) は、嫌気的な環境に棲息する単細胞の鞭毛虫からなる一群である。
ここに属する生物の多くは動物の腸管に共生または寄生しており、嫌気的な環境に適応したため典型的なミトコンドリアを欠いている。また例外はあるが一般に4本以上の鞭毛を持っていることが特徴である。分類学上は例えばメタモナーダ門 (Metamonada) とするが、含める生物に異同があったり、複数の門に分割したりすることもあり、定着はしていない。別名としてテトラマスティゴータ門 (Tetramastigota) がある。

## 特徴
メタモナス類の特徴として、典型的なミトコンドリアを欠いていることが挙げられる。このことから、ミトコンドリアを獲得する前に分岐した最も原始的な真核生物だと考えられ、このようなミトコンドリアを欠く生物を集めたアーケゾア界の一員とされたこともある。しかし21世紀に入ってからは、メタモナス類を含め全てのアーケゾア生物が、一旦獲得したミトコンドリアを二次的に失ったものだと考えられている。実際にメタモナス類の細胞には、ミトコンドリアが変化したと考えられるヒドロゲノソームや、痕跡と考えられるマイトソームが見付かることが多い。
もう一点の特徴は、例外もあるが細胞核と2対4個の基底小体 (basal body) が組になって核鞭毛系（カリオマスティゴント、karyomastigont）を構成する点である。基底小体からはそれぞれ鞭毛が出ており、そのうち1本が後曳鞭毛 (recurrent flagellum) となっている。したがって多くの生物では鞭毛の本数が4の倍数になっている。

## 分類
メタモナス類は、古典的には動物性鞭毛虫綱の多鞭毛虫目や超鞭毛虫目などに分類されてきたが、現在はエクスカバータに属す。エクスカバータそのものは分子系統解析ではなく細胞構造によって定義されているが、メタモナス類は分子系統により3系統に分かれる。
- フォルニカータ Fornicata
  - ディプロモナス類 Diplomonadida
    - ヘキサミタ亜科 Hexamitinae
    - ジアルジア亜科 Giardiinae - ランブル鞭毛虫 Giardia lamblia など。

  - レトルタモナス類 Retortamonadida - メニール鞭毛虫 Chilomastix mesnili など。
  - ‘Carpediemonas-like organisms’ - 側系統。カルペディエモナス目 Carpediemonadida とも。
- パラバサリア Parabasalia
  - トリコモナス綱 Trichomonadea
    - トリコモナス目 Trichomonadida - トリコモナス Trichomonas など。
    - Honigbergiellida

  - ヒポトリコモナス綱 Hypotrichomonadea = ヒポトリコモナス目 Hypotrichomonadida
  - トリトリコモナス綱 Tritrichomonadea = トリトリコモナス目 Tritrichomonadida。ヒストモナス Histomonas など。
  - クリスタモナス綱 Cristamonadea = クリスタモナス目 Cristamonadida
  - トリコニンファ綱 Trichonymphea = トリコニンファ目 Trichonymphida。ケカムリ Trichonympha など。
  - Spirotrichonymphea = スピロトリコニンファ目 Spirotrichonymphida
- プレアクソスティラ Preaxostyla
  - オキシモナス類 Oxymonadida
  - トリマスティクス Trimastix - トリマスティクス目 Trimastigida を置くことも。

このうち (フォルニカータ + パラバサリア) はどうやら単系統であるらしい（2つあわせた系統をトリコゾア Trichozoa ともいう）。この2つとプレアクソスチラとの関係についてはまだ強い証拠がないが、生態が似ており、大規模な系統解析では弱いながらも支持されている。そこでメタモナス類が単系統でその祖先でミトコンドリアの退化が起きたという魅力的な仮説が考えられている。しかしここにはまだ議論の余地がある。

## 研究史
鞭毛虫を分類する上で鞭毛の数はしばしば注目されてきたが、進化の過程で容易に増えたり減ったりすることが知られており、したがって鞭毛の数に注目した分類体系は不安定になりがちである。19世紀後半から多鞭毛虫目などの分類群が作られてきたが、その内容は時により人によって異同が大きかった。
メタモナス類が最初に定義されたのは20世紀半ばで、この時のメタモナス上目 (Metamonadina Grassé, 1952) には上に挙げたうちディプロモナス目・カルペディエモナス目以外の生物群が含まれていた。しかし電子顕微鏡観察によって微細構造の差異が認識されると、他の分類群と同様にメタモナス上目も解体されてしまった。1980年代以降改めて整理される過程で、同じ名前が様々な範囲に用いられたため混乱している。21世紀に入ってから再びこの生物群が一体性を持つ事が認識されつつあり、ここでの説明は当初の定義とほぼ近い。
| Levine et al. (1980) 原生動物図鑑 | 1980–1990年代              | Cavalier-Smith (1999,2002) | Cavalier-Smith (2003)     | Simpson (2003) Adl et al. (2005) | 目                   |
| --------------------------------- | -------------------------- | -------------------------- | ------------------------- | -------------------------------- | -------------------- |
| レトルタモナス                    | メタモナーダ門 Metamonada  | メタモナーダ門 Metamonada  | メタモナーダ門 Metamonada | フォルニカータ Fornicata         | レトルタモナス       |
| ディプロモナス                    | メタモナーダ門 Metamonada  | メタモナーダ門 Metamonada  | メタモナーダ門 Metamonada | フォルニカータ Fornicata         | ディプロモナス       |
| （未記載）                        | メタモナーダ門 Metamonada  | ロウコゾア門 Loukozoa      | メタモナーダ門 Metamonada | フォルニカータ Fornicata         | カルペディエモナス   |
| オキシモナス                      | メタモナーダ門 Metamonada  | ロウコゾア門 Loukozoa      | メタモナーダ門 Metamonada | プレアクソスチラ Preaxostyla     | オキシモナス         |
| トリコモナス                      | パラバサリア門 Parabasalia | ロウコゾア門 Loukozoa      | メタモナーダ門 Metamonada | プレアクソスチラ Preaxostyla     | トリマスティクス     |
| トリコモナス                      | パラバサリア門 Parabasalia | パラバサリア門 Parabasalia | メタモナーダ門 Metamonada | パラバサリア Parabasalia         | トリコモナス         |
| 超鞭毛虫                          | パラバサリア門 Parabasalia | パラバサリア門 Parabasalia | メタモナーダ門 Metamonada | パラバサリア Parabasalia         | クリスタモナス       |
| 超鞭毛虫                          | パラバサリア門 Parabasalia | パラバサリア門 Parabasalia | メタモナーダ門 Metamonada | パラバサリア Parabasalia         | スピロトリコニンファ |
| 超鞭毛虫                          | パラバサリア門 Parabasalia | パラバサリア門 Parabasalia | メタモナーダ門 Metamonada | パラバサリア Parabasalia         | トリコニンファ       |